# Garibald (duc)
Pour les articles homonymes, voir Garibald (homonymie).
Garibald ou Garipald († Turin, 10 avril 662), est un noble lombard qui vécut vers le milieu du VIIe siècle et qui fut dux de la cité de Julia Augusta Taurinorum.

## Biographie
Personnage fourbe, Garibald favorisa l'usurpation du duc Grimoald de Bénévent, qui deviendra roi des Lombards en 662.
En effet, le roi Perthari qui régnait avec son frère Godepert (Perthari siège à Ticinum, Godepert à Mediolanum), l'avait envoyé à Bénévent pour demander l'aide de Grimoald contre son frère avec qui il était en conflit. Garibald partit pour Bénévent chargé de cadeaux (dont il volera une partie selon Paul Diacre), mais une fois arrivé, encouragea le duc à renverser les deux rois, encore jeunes, et à prendre le pouvoir, ce que Grimoald réussit semble-t-il, sans grande difficulté. Grimoald a probablement été soutenu par de nombreux nobles qui voulaient se débarrasser de jeunes rois inexpérimentés qui risquaient de diviser et d'affaiblir le royaume lombard avec leurs guerres fratricides.
Grimoald, décrit par Paul Diacre comme "robuste", était un homme expérimenté et d'âge mûr, bon guerrier et bon chef militaire, ainsi que bon administrateur. Tout pour être roi. Grimoald tua de sa main le jeune roi Godepert tandis que Perthari préféra s'exiler volontairement chez les Avars, sauvant ainsi sa tête.
Quant au duc Garibald, il mourra assassiné peu après, en 662 ou en 663 : alors qu'il se rendit dans une église pour prier (Garibald est un chrétien, arien ou catholique), il est décapité au nom de la faide germanique dans le lieu de culte par un parent du roi Godepert, caché dans l'église en embuscade. Ce dernier fut tué juste après par des proches de Garibald.

## Sources
- Paulus Diaconus, « Historia Langobardum », fin du VIIIe siècle